# 苏赫巴托尔区
苏赫巴托尔区是蒙古国乌兰巴托市辖区。

## 简介
苏赫巴托尔区是乌兰巴托市的区（дүүргүүд）之一。1965年，成立苏赫巴托尔区（Сүхбаатарын район），位于乌兰巴托市北部，下辖第31至44分区。因蒙古人民共和国领导人达木丁·苏赫巴托尔而得名。1992年撤销，原辖区分别成立新的苏赫巴托尔区（Сүхбаатар дүүрэг）以及青格尔泰区。新的苏赫巴托尔区起初下辖15个分区（хороодод），后改为20个分区。
1992年时约有20600户居民。2010年人口125724人。2011年人口137834人。